# 수 (불교)
수(受, 느낌 · 지각 · 정서 · 영납(領納) · 감수(感受), 산스크리트어: vedanā, 팔리어: vedanā, 영어: feeling, sensation)는 다음의 분류, 그룹 또는 체계의 한 요소이다.
- 초기불교의 5온설의 2번째 요소인 수온(受蘊)에 해당한다.
- 초기불교의 12연기설의 7번째 지분이다.
- 부파불교의 설일체유부의 5위 75법의 법체계에서 심소법(心所法: 46가지) 중 대지법(大地法: 10가지) 가운데 하나이다.
- 대승불교의 유식유가행파와 법상종의 5위 100법의 법체계에서 심소법(心所法: 51가지) 중 변행심소(遍行心所: 5가지) 가운데 하나이다.
- 부파불교와 대승불교의 22근 가운데 낙근 · 고근 · 희근 · 우근 · 사근의 5수근(五受根)에 해당한다.

수(受)는 신역(新譯)의 번역어로, 관련 구역어는 다음과 같다.
- 구역(舊譯)에서는 수(受)라고 번역된 경우도 있고 통(痛) 또는 각(覺)이라고 번역된 경우도 있다.[4][5][6] 예를 들어, 3수(三受)는 《증일아함경》에서는 3통(三痛)이라 번역되어 있고 《중아함경》에서는 3각(三覺)이라 번역되어 있다.[7][8]
- 번뇌를 뜻하는 취(取, 산스크리트어: upādāna)가 구역(舊譯)에서는 수(受)로 번역되기도 한다.[4] 예를 들어, 5취온(五取蘊)이 구역에서는 5수음(五受陰)으로 되어 있는데 수(受)는 취(取)의, 음(陰)은 온(蘊)의 구역어이다.[9][10]

수(受)는 다음의 여러 형태로 세분된다.
- 1수(一受)
- 2수(二受): 신수 · 심수
- 2수(二受): 유미착수 · 무미착수
- 3수(三受): 고수 · 낙수 · 불고불락수
- 4수(四受): 욕계계수(欲界繫受) · 색계계수 · 무색계계수 · 불계수(不繫受)
- 5수(五受) 또는 5수근(五受根): 낙수 · 고수 · 희수 · 우수 · 사수 또는 낙근 · 고근 · 희근 · 우근 · 사근
- 6수(六受) 또는 6수신(六受身): 안촉소생수 · 이촉소생수 · 비촉소생수 · 설촉소생수 · 신촉소생수 · 의촉소생수
- 18수(十八受) 또는 18의근행수(十八意近行受): 6희의근행 · 6우의근행 · 6사의근행
- 36수(三十六受) 또는 36사구(三十六師句)
- 108수(百八受)
- 무량수(無量受)

초기불교의 5온설의 2번째 요소인 수온(受蘊)은
느낌 · 지각 · 정서의 적집, 집합 또는 무더기라는 뜻으로, 마음(6식 또는 8식, 즉 심왕, 즉 심법)의 여러 작용 중 감수작용(感受作用)과 그 세력을 뜻한다.
초기불교의 12연기설에 따르면, 7번째 지분인 수(受)는 6번째 지분인 촉(觸, 산스크리트어: sparśa, 팔리어: phassa)을 바탕으로 4번째 지분인 명색(名色), 즉 정신적 · 물질적 인식대상에 대해 고(苦)와 낙(樂) 등의 느낌 · 지각 또는 정서를 느끼는 감수작용(感受作用)이다.
부파불교의 설일체유부와 대승불교의 유식유가행파와 법상종에 따르면,
수(受)는 다른 마음작용인 촉(觸, sparśa, phassa)이 발생할 때 촉을 바탕으로 하여 동시에, 즉 1찰나 내에 생겨나는 마음작용으로,
마음(6식 또는 8식, 즉 심왕, 즉 심법)으로 하여금
대상에 대해 '괴롭다[苦], 즐겁다[樂], 괴롭지도 않고 즐겁지도 않다[不苦不樂]'
또는 '나쁘다[苦], 좋다[樂], 나쁘지도 않고 좋지도 않다[不苦不樂]'고
느끼게 하는 마음작용이다.
부파불교와 대승불교는 모두 수(受)의 마음작용이 5온의 수온(受蘊)에 해당한다고 말하고 있다.

## 초기불교

### 5온설
초기불교의 5온설의 2번째 요소인 수온(受蘊,
산스크리트어: vedanā-skandhāh,
팔리어: vedanā-khandha, 영어: aggregates of sensation, aggregates of feeling)은
지각(知覺)의 적집, 집합 또는 무더기라는 뜻으로, 마음(6식 또는 8식, 즉 심왕, 즉 심법)의 여러 작용 중 감수작용(感受作用)과 그 세력을 뜻한다.
지각(知覺)의 대상이라는 면에서 볼 때, 수온(受蘊)은 전5식을 통해 육체적 · 물질적 대상을 지각(知覺, 즉 受, 즉 느낌)하는 것만을 의미하지 않으며 제6식(부파불교의 경우) 또는 후3식(대승불교의 경우)을 통해 정신적 대상을 지각(知覺, 즉 受, 즉 느낌)하는 것도 함께 의미한다.
12연기설에 따르면 생사윤회의 출발점은 무명(無明: 인과의 도리에 미혹하는 것, 즉, 사성제를 자각적으로 실천적으로 알지 못하는 것)인데, 무명을 일으켜 생사를 윤회하게 하는 실제적인 가장 큰 두 가지 원인은 유루에 통한 수온(受蘊: 지각 작용), 즉 수취온(受取蘊)과 유루에 통한 상온(想蘊: 표상 작용), 즉 상취온(想取蘊)이다.
즉, 수취온(受取蘊: 유루에 통한 지각 작용)에 의해 온갖 유루의 욕망에 탐착하고 상취온(想取蘊: 유루에 통한 표상작용)에 의해 온갖 전도된 생각, 개념 또는 관념을 일으켜 그것에 탐착하게 되면, 사성제를 망각하게 되고 생사윤회가 끝나는 지점인 무위 무루법의 열반에 이르는 길인 유위 무루법의 도제(팔정도)로부터 멀어지게 된다. 이와 같이 유루에 통한 수온(受蘊: 지각 작용)과 상온(想蘊: 표상 작용)은 생사윤회의 가장 큰 두 가지 원인이 되기 때문에, 수온과 상온은 행온과는 별도의 두 요소[支分]로 설정되어 있다.

### 12연기설
초기불교의 12연기설에 따르면, 7번째 지분인 수(受)는 5번째 지분인 6입(六入: 감관, 즉 根, 즉 六根)과 4번째 지분인 명색(名色: 정신과 물질, 모든 정신적 · 물질적 사물, 즉 대상, 즉 境, 즉 무위법을 제외한 六境)과 3번째 지분인 식(識: 마음, 6식 또는 8식, 즉 심왕, 즉 심법)의 3가지의 접촉인 6번째 지분인 촉(觸, 산스크리트어: sparśa, 팔리어: phassa, 영어: contact)을 바탕으로 명색(名色), 즉 정신적 · 물질적 인식대상에 대해 고(苦)와 낙(樂) 등의 느낌을 느끼는 감수작용(感受作用)이다.
그리고 수(受)를 바탕으로 8번째 지분인 애(愛, 산스크리트어: tṛṣṇā, 팔리어: taṇhā, 영어: craving, desire, thirst), 갈애(渴愛) 또는 애탐(愛貪)이 생긴다.
5온은 유루와 무루에 모두 통하는데, 유루에 통한 5온을 5취온(五取蘊)이라 하며, 《잡아함경》 등의 고타마 붓다의 가르침에 따르면, 5온으로 하여금 5취온이 되게 하는 근본 요인은 욕탐(欲貪: 욕계의 탐), 즉 욕계(欲界)의 색 · 성 · 향 · 미 · 촉의 5경(五境)에 대한 탐욕, 갈망 또는 집착으로서의 5욕(五欲)이다. 즉, 5욕(五欲) 즉 애, 갈애 또는 애탐에 의해 12연기설의 9번째 지분인 취(取,산스크리트어: upādāna, 팔리어: upādāna, 영어: attachment), 즉 번뇌와 집착에 빠진 5취온(五取蘊)의 존재 상태에 있게 되는데, 이러한 연기관계의 보다 실제적인 출발점이 7번째 지분인 수(受)이다.
世尊。此五受陰。以何為根。以何集。以何生。以何觸。　佛告比丘。此五受陰。欲為根。欲集．欲生．欲觸。

"세존이시여, 이 5수음(五受陰: 5취온의 다른 말)은 무엇이 그것의 근본[根]입니까? [즉,] 무엇이 5수음을 모으[集]고, 무엇이 [모아진] 5수음을 생겨나[生]게 하고, 무엇이 [마음으로 하여금 생겨난] 5수음과 접촉[觸]하게 하는 것입니까?" 고타마 붓다는 그 비구에게 말하였다. "이 5수음(五受陰)은 욕탐[欲, 欲貪]이 그것의 근본[根]이다. [즉,] 욕탐[欲, 欲貪]이 5수음을 모으[集]고, 욕탐[欲, 欲貪]이 [모아진] 5수음을 생겨나[生]게 하고, 욕탐[欲, 欲貪]이 [마음으로 하여금, 생겨난] 5수음과 접촉[觸]하게 한다."
— 《잡아함경》 제2권 제58경 〈음근경(陰根經)〉. 한문본 & 한글본

世尊。陰即受。為五陰異受耶。　佛告比丘。非五陰即受。亦非五陰異受。能於彼有欲貪者。是五受陰。

"세존이시여, 음(陰, 蘊)이 곧 수(受: 여기서는 取 즉 번뇌 또는 집착을 말함)입니까? 5음(五陰)과 수(受, 取)는 다릅니까?" 고타마 붓다는 그 비구에게 말하였다. "5음(五陰)이 곧 수(受, 取)인 것은 아니다. 그러나, 또한, 5음(五陰)이 수(受, 取)와 다른 것도 아니다. 다만 5음(五陰)에 욕탐(欲貪)이 있으면 5음(五陰)은 곧 5수음(五受陰)이다."
— 《잡아함경》 제2권 제58경 〈음근경(陰根經)〉. 한문본 & 한글본

## 부파불교
부파불교의 설일체유부의 교학을 비판적으로 집대성한 《구사론》에 따르면, 수(受)는 마음(6식, 즉 심왕, 즉 심법)으로 하여금 대상에 대해 3수(三受), 즉 고(苦) · 낙(樂) · 불고불락(不苦不樂)의 느낌을 느끼게[感受, 領納] 하는 마음작용이다.
受謂三種領納苦樂俱非有差別故。

수(受)란 이를테면 세 가지의 종류를 말하니, 고(苦)와 낙(樂)과 양자 모두 아닌 것(즉 不苦不樂)을 영납(領納)하는 데 차별이 있기 때문이다.
— 《구사론》, 제4권. 한문본 & 한글본

그리고 설일체유부에서는 수(受)가 다른 마음작용인 촉(觸, 산스크리트어: sparśa, 팔리어: phassa)이 발생할 때 그것과 동시에 생겨나는 마음작용으로 작용으로 본다. 그리고 이와 같이 촉(觸)과 함께 동시에 생겨나는 마음작용들의 통칭하여 설일체유부의 5위 75법의 체계에서 대지법(大地法: 10가지)이라 한다. 그리고 이러한 해석은 《잡아함경》 등의 초기불교 경전에 나오는 고타마 붓다의 가르침을 토대로 한 것으로, 부파불교 또는 아비달마불교의 교학은 고타마 붓다의 가르침에 대한 1차 해석체계라고 할 수 있다.
受生與觸為後為俱。毘婆沙師說。俱時起觸受展轉俱有因故。

'수'는 '촉'보다 뒤에 생겨나는 것이라고 해야 할 것인가, 구시(俱時, 즉 동시)에 생겨나는 것이라고 해야 할 것인가? 비바사사(毘婆沙師)는 설하기를, "구시에 생기하니, 촉과 수는 전전 상속하며 서로에 대해 구유인(俱有因)이 되기 때문이다"고 하였다.
— 《구사론》, 제10권. 한문본 & 한글본

如是緣眼．色。生眼識。三事和合觸。觸俱生受．想．思。

이와 같이 안근과 색경을 인연하여 안식이 생긴다. 이 세 가지가 화합한 것이 촉(觸, 즉 안촉)이다. 촉(觸)과 함께 수(受) · 상(想) · 사(思)가 동시에 생겨난다.
— 《잡아함경》, 제11권, 제273경 〈수성유경(手聲喩經)〉. 한문본 & 한글본

설일체유부를 비롯한 부파불교에서는 수(受)의 마음작용이 5온의 수온에 해당한다고 보는데, 초기불교의 《아함경》 등에서와 마찬가지로 수(受)가 안촉소생수(眼觸所生受: 안촉에 의해 생겨난 수, 즉 안촉에 의해 생겨난 고 · 낙 · 불고불락의 느낌) 내지 의촉소생수(眼觸所生受: 의촉에 의해 생겨난 수, 즉 의촉에 의해 생겨난 고 · 낙 · 불고불락의 느낌)의 6수신(六受身), 즉 6수(六受)로 나뉜다고 말하고 있다.
受蘊謂三。領納隨觸。即樂及苦不苦不樂。此復分別成六受身。謂眼觸所生受乃至意觸所生受。

수온(受蘊)은 말하자면 세 가지로서, 촉(觸)에 따라 영납하는 것이니, 고(苦) · 낙(樂) · 불고불락(不苦不樂)이 바로 그것이다. 그리고 이를 다시 분별하면 6수신(六受身)을 성취하게 되니, 말하자면 안촉에 의해 생겨난 '수'[眼觸所生受] 내지는 의촉에 의해 생겨난 '수'[意觸所生受]가 그것이다.
— 《구사론》, 제1권. 한문본 & 한글본

云何六受身？謂眼觸生受、耳觸生受、鼻觸生受、舌觸生受、身觸生受、意觸生受。

어떤 것을 6수신(六受身)이라고 하는가? 안촉과 동시에 생겨나는 느낌[眼觸生受] · 이촉과 동시에 생겨나는 느낌[耳觸生受] · 비촉과 동시에 생겨나는 느낌[鼻觸生受] · 설촉과 동시에 생겨나는 느낌[舌觸生受] · 신촉과 동시에 생겨나는 느낌[身觸生受] · 의촉과 동시에 생겨나는 느낌[意觸生受]을 말한다.
— 《잡아함경》 제13권 제304경 〈육륙경(六六經)〉. 한문본 & 한글본

## 대승불교
대승불교에서도 부파불교의 설일체유부와 마찬가지로, 수(受)는 마음(8식, 즉 심왕, 즉 심법)으로 하여금 대상에 대해 3수(三受), 즉 고(苦) · 낙(樂) · 불고불락(不苦不樂)의 느낌을 느끼게[感受, 領納] 하는 마음작용이라고 정의하고 있다.
《성유식론》에서는 다음과 같이 수(受)를 정의하고 있다.
受謂領納順違俱非境相為性。起愛為業。能起合離非二欲故。

'수(受)심소'는 수순함[順]과 거슬림[違], 수순도 거슬림도 아닌[俱非] 대상의 모습[境相]을 받아들이는 것을 체성[性]으로 삼고, 애착[愛]을 일으키는 것을 업(業)으로 삼는다. 능히 화합[合]과 떠남[離] 및 화합도 떠남도 아닌 것의 욕구[非二欲]를 일으키기 때문이다.
— 《성유식론》, 제3권. 한문본 & 한글본

위의 《성유식론》의 인용문에서 성(性) 또는 체성(體性)은 본질적인 성질 또는 직접적인 작용을 뜻하고, 업(業) 또는 업용(業用)은 본질적인 작용 또는 간접적인 작용을 뜻한다.
위의 《성유식론》의 인용문에서는 3수(三受), 즉 고(苦) · 낙(樂) · 불고불락(不苦不樂)의 느낌을 각각 수순함[順] · 거슬림[違] · 수순도 거슬림도 아닌[俱非] 대상의 모습[境相]이라고 표현하고 있다. 그리고 마음(8식, 즉 심왕, 즉 심법)으로 하여금 인식대상에 대해 3수(三受)를 느끼게[感受, 領納] 하는 것이 수(受)의 마음작용의 본질적 성질[性]이라고 진술하고 있다.
위의 《성유식론》의 인용문에서는 '애착[愛]을 일으키는 것을 업(業)으로 삼는다'라고 말함으로써 마음(8식, 즉 심왕, 즉 심법)으로 하여금 인식대상에 대해 애착[愛]을 일으키케 하는 것이 수(受)의 마음작용의 본질적 작용[業]이라고 진술하고 있다. 그리고 이 진술을 통해 12연기설에서 7번째 지분인 수(受)를 바탕으로 8번째 지분인 애(愛, 산스크리트어: tṛṣṇā, 팔리어: taṇhā, 영어: craving, desire, thirst), 갈애(渴愛) 또는 애탐(愛貪)이 발생한다는 초기불교의 연기(緣起)의 교의를 그대로 나타내고 있다.
위의 《성유식론》의 인용문에서는 '능히 화합[合]과 떠남[離] 및 화합도 떠남도 아닌 것의 욕구[非二欲]를 일으키기 때문이다'라고 말함으로써 고(苦) · 낙(樂) · 불고불락(不苦不樂)의 3수(三受)에 대해 좀 더 자세한 설명을 하고 있다. 이 설명은 세친이 《대승오온론(大乘五蘊論)》에서 3수(三受)에 대해 정의하고 있는 것과 동일한 것이다. 세친은 괴로움[苦]과 즐거움[樂]의 본질을 다른 마음작용인 촉(觸: 근 · 경 · 식의 3사의 화합)과 욕(欲: 욕구 또는 욕망)과의 상관관계 하에서 다음과 같이 정의하고 있다.
云何受蘊。謂三領納。一苦二樂三不苦不樂。

樂謂滅時有和合欲。

苦謂生時有乖離欲。

不苦不樂謂無二欲。

수온(受蘊)이란 무엇인가? [지각대상에 대한] 3가지의 느낌[領納, 지각]을 말하는데,
첫 번째는 괴롭다는 느낌[苦受]이고,
두 번째는 즐겁다는 느낌[樂受]이고,
세 번째는 괴롭지도 즐겁지도 않다는 느낌[不苦不樂受]이다.

즐겁다는 느낌[樂受]이란 [그 지각대상이] 사라질 때 [그것과] 다시 만나고 싶어하는 욕구[和合欲]가 있는 것을 말한다.

괴롭다는 느낌[苦受]이란 [그 지각대상이] 생겨날 때 [그것과] 떨어지고 싶어하는 욕구[乖離欲]가 있는 것을 말한다.

괴롭지도 즐겁지도 않다는 느낌[不苦不樂受]이란 이들 2가지 욕구[欲]가 없는 것을 말한다.
— 《대승오온론》, p. 8. 한문본

## 같이 보기
- 정동 (심리학)
- 사념처
- 온 (불교)
- 감정가 (심리학)
- 달라이 라마

## 참고 문헌
- 이 문서에는 다음커뮤니케이션(현 카카오)에서 GFDL 또는 CC-SA 라이선스로 배포한 글로벌 세계대백과사전의 내용을 기초로 작성된 글이 포함되어 있습니다.
- 곽철환 (2003). 《시공 불교사전》. 시공사 / 네이버 지식백과. |title=에 외부 링크가 있음 (도움말)
- 권오민 (2003). 《아비달마불교》. 민족사.
- 세친 지음, 현장 한역, 권오민 번역 (K.955, T.1558). 《아비달마구사론》. 한글대장경 검색시스템 - 전자불전연구소 / 동국역경원. K.955(27-453), T.1558(29-1). |title=에 외부 링크가 있음 (도움말)
- 운허.  동국역경원 편집, 편집. 《불교 사전》. |title=에 외부 링크가 있음 (도움말)
- 호법 등 지음, 현장 한역, 김묘주 번역 (K.614, T.1585). 《성유식론》. 한글대장경 검색시스템 - 전자불전연구소 / 동국역경원. K.614(17-510), T.1585(31-1). |title=에 외부 링크가 있음 (도움말)
- 황욱 (1999). 《무착[Asaṅga]의 유식학설 연구》. 동국대학원 불교학과 박사학위논문.
- (영어) Guenther, Herbert V. &  Leslie S. Kawamura (1975). 《Mind in Buddhist Psychology: A Translation of Ye-shes rgyal-mtshan's "The Necklace of Clear Understanding"》 Kile판. Dharma Publishing.
- (중국어) 무착 조, 현장 한역 (T.1605). 《대승아비달마집론(大乘阿毘達磨集論)》. 대정신수대장경. T31, No. 1605, CBETA. |title=에 외부 링크가 있음 (도움말)
- (중국어) 星雲. 《佛光大辭典(불광대사전)》 3판. |title=에 외부 링크가 있음 (도움말)
- (중국어) 세친 조, 현장 한역 (T.1558). 《아비달마구사론(阿毘達磨俱舍論)》. 대정신수대장경. T29, No. 1558, CBETA. |title=에 외부 링크가 있음 (도움말)
- (중국어) 세친 조, 현장 한역 (T.1612). 《대승오온론(大乘五蘊論)》. 대정신수대장경. T31, No. 1612, CBETA. |title=에 외부 링크가 있음 (도움말)
- (중국어) 호법 등 지음, 현장 한역 (T.1585). 《성유식론(成唯識論)》. 대정신수대장경. T31, No. 1585, CBETA. |title=에 외부 링크가 있음 (도움말)